# Tavaszi hadjárat
A tavaszi hadjárat az 1848–49-es forradalom és szabadságharc egyik sikeres hadjárata volt. A főhadszíntéren 1849. április 2-ától május 21-éig tartott, melynek során a magyar honvédsereg óriási, ám nem teljes katonai sikert ért el. A terv a császári csapatok bekerítése és Komárom felmentése volt, a mellékhadszíntereken pedig Erdély felszabadítása és a Délvidék elfoglalása.

## Előzmények

### Előzmények a főhadszíntéri hadműveleteknél
A honvéd fősereg támadásához több mint egy hónapot kellett várni a kápolnai csata után, ugyanakkor szerencsére a császáriak sem indítottak komolyabb támadást a Tisza-vonal ellen. A március ugyan a fősereg támadása szempontjából elvesztegetett hónapnak tűnik, azonban a későbbiek szempontjából nagy jelentőséggel bírt a győztes második szolnoki és losonci ütközet.
A magyar támadás késedelmének elsődleges oka a fővezéri poszt körül kialakult válság volt. A kápolnai csata után Henryk Dembińskinek távoznia kellett a fővezéri posztról, ezért először a nagy szakmai tudású Vetter Antal (március 1.), majd ennek emberi összeférhetetlensége és betegsége miatt Görgei Artúr (március 31.) került a seregek élére. Görgeit támogatta az I. hadtest parancsnoka, Klapka György is; a körülmények is éppen ekkor értek meg a támadásra: Windisch-Grätz teljes bizonytalanságban volt a magyar csapatok hollétét és erejét illetően, ráadásul a Losoncot bevevő Beniczky Lajos különítményét legalábbis hadosztálynak képzelte, ezért támadást várt a Felvidéken is.

### Előzmények az erdélyi hadműveleteknél

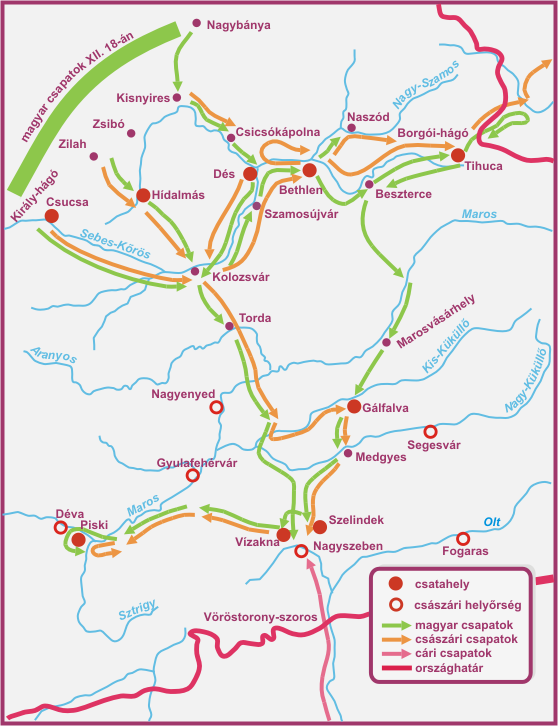
Bem József erdélyi hadműveletei

Erdélyben a szép győzelmek és a súlyos vereségek csaknem hetente váltogatták egymást, mióta a lengyel származású Bem József lett az erdélyi magyar haderő főparancsnoka. Még decemberben felszabadította Észak-Erdélyt, helyreállította a kapcsolatot a Székelyfölddel, Urban ezredest kiszorította Bukovinába, és újoncozást kezdett a visszafoglalt területeken.
Ezután a cs.-kir. erdélyi főhadparancsnokkal, Puchner Antallal került szembe, itt azonban igencsak váltakozó teljesítményt nyújtott. Gálfalvánál még győzelmet aratott. Ezután a császári csapatok demoralizáltságára építve Nagyszeben ellen indult. A város ellen indított első támadása vereséggel végződött. Ekkor Szelindekre vonult. Miután ott visszaverte a császári erők támadását, a jobban védhető Vízaknára vonult vissza. Ekkor megosztotta erőit: egy hadoszlopot a Székelyföld biztosítására küldött, egy dandárt pedig Dévára, hogy a Magyarországról érkező erősítéssel felvehesse a kapcsolatot. Vízaknánál így mindössze 4000 embere szállt szembe Puchner túlerőben lévő seregével, amely számíthatott Bem hátában a gyulafehérvári vár védőire, és a román népfelkelés kb. 5000 emberére is. Bem katasztrofális, csaknem megsemmisítő vereséget szenvedett, majd az Erdélyből Magyarországra vezető út utolsó, jól védhető pontjára, Piskire vonult serege maradékával. Ekkor azonban csatlakoztak hozzá a magyarországi erősítések, és február 9-én már győzelmet aratott a piski ütközetben. Február 18-án Urban betört Erdélybe, és szétverte Riczkó Károly különítményét. Bem a segítségére sietett, és Urbant ismét visszaszorította Bukovinába.

## Hadműveletek a főhadszíntéren

### A hadjárat első szakasza
A magyar fősereg tehát az egy hónapos késedelem után támadásra indult. Két ütközetben is sikerült visszaszorítani a császáriakat, illetve Isaszegnél megverni őket. A hadtestek együttműködése nem mindig sikerült tökéletesre, a legjobban talán Isaszegnél hiányzott a VII. hadtest közbeavatkozása; csapataik bekerítése nem sikerült, a tápióbicskei csatát csak Damjanich beérkező csapatai döntötték el a magyar fél javára, valamint Isaszegnél a győzelem nagy vérveszteséggel sikerült.

#### Haditerv
Görgey haditerve a császári csapatok bekerítésére irányult, amit átkaroló hadművelettel kívánt elérni. A bekerítés egy elterelő hadművelet sikerességétől függött, melyet a VII. hadtestnek a fősereg látszatát keltve Hatvan környékén kellett végrehajtania. Eközben az I., II. és III. hadtesteknek kellett a Jászságon át megkerülnie az ellenséges sereget. A terv szerint a négy hadtestnek április 7-én egyesült támadást kellett intéznie a császári csapatok ellen, és siker esetén a főerőket elvágták volna Pesttől. A haditerv azonban kockázatos volt, hiszen amennyiben Windisch-Grätz tudomására jut, hogy a Hatvan környéki csapatok nem a fősereg, könnyen szétzúzhatja azokat és bekerítheti a magyar csapatokat, illetve Debrecen ellen vonulhat, komolyabb ellenállás nélkül. A tervet elősegítette, hogy Windisch-Grätz március közepétől nem kapott megbízható jelentést a magyar fősereg hollétéről és mozgásairól, ezért szétszórta csapatait, melyeknek így túl nagy arcvonalon kellett volna harcolniuk az összpontosított magyar sereg ellen. A magyar csapatok rosszul felbecsült csapatlétszáma is nehezítette a császáriak dolgát: Beniczky Lajos 4-500 fővel bevette a felvidéki Losonc városát, ám a csapatok létszámát a várost védő osztrák kapitány 6000 főre tette. Így Windisch-Grätz tartott egy esetleges északi átkarolástól is.

#### A Tápiótól Isaszegig

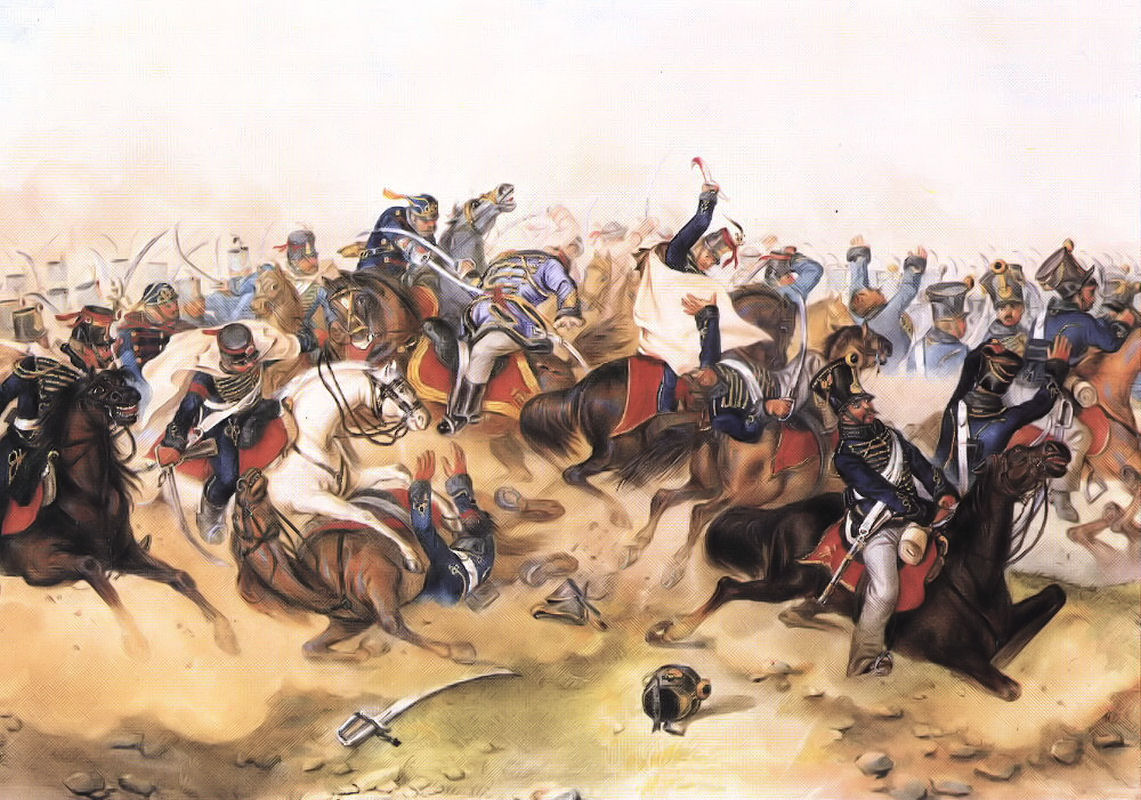
A tápióbicskei csata (Than Mór festménye)

Április 1-jén a felderítésre kiküldött Schlik tábornok csapata keveredett összecsapásba Hatvannál, majd a másnap ideérkező teljes VII. hadtest Poeltenberg Ernő és Gáspár András vezetésével üldözte el Hatvan mögé. Schlik nem jutott érdemi információhoz, viszont a magyar csapatok is inkább csak morális sikert értek el. Ezután Gáspár ezredest tábornokká és hadtestparancsnokká nevezik ki.
Közben a másik három hadtest is a tervek szerint haladt, és április 4-én az I. hadtest elérte Tápióbicskét. Klapka György hadtestparancsnok azt hitte, a faluban csak az ellenség poggyásza van, ezért a nagy zsákmány reményében úgy döntött, rajtaüt az ellenséges csapatokon. Azonban Jellasics vezetésével az egész Rastics-dandár a faluban tartózkodott, amely ellentámadásával kavarodást és nagy veszteséget okozott Klapka csapatainak, melyek fejvesztve menekültek a Tápió hídjához. A csata menetét Damjanich János III. hadtestének megérkezése fordította meg. A Leiningen-dandár a 3. és 9. (vörössipkások) honvédzászlóalja Földváry Károly vezetésével hősies küzdelemben elűzte az ellenséget, és megtisztította a falut. Windisch-Grätzet nem tájékoztatták kellőképpen a csatáról, aki így továbbra sem tudta a magyar főerők tartózkodási helyét. Emiatt április 5-én a Zagyva irányában erőszakolt felderítésre küldte a Jellasics-hadtestet. A felderítés bizonyossá tette számára, hogy a magyar fősereg nem itt tartózkodik; azt azonban továbbra sem sikerült megtudnia, hogy a fősereg északról, vagy délről akarja őt átkarolni. Előbbi esetben Komárom felmentése, utóbbiban pedig a Pest felé történő visszavonulás lehetőségének elvágása veszélyeztette őt. Ezért Schlik hadtestét Gödöllőhöz, Jellasicsét Isaszeghez, Wrbnáét pedig Váchoz rendelte, és további három dandárral és egy hadosztállyal megerősítette. Így a császári csapatok minden eshetőségre felkészültek, azonban túl nagy, mintegy 54 km hosszú és 30 km mély arcvonalat vettek föl, amelyet egy nap alatt sem lehetett teljesen összevonni. Görgei április 5-én előrenyomulást rendelt el, amelynek értelmében a VII. hadtestnek Aszódot és Bagot kellett elfoglalnia, a III.-nak Kókán át Isaszegre, az I.-nek Isaszegre, balszárnyának Pécelre, míg a II.-nak Dány és Zsámbok térségébe kellett eljutnia. Ez jó elhelyezkedést, könnyen összpontosítható csapatokat és kis (22×22 km-es) arcvonalat eredményezett.

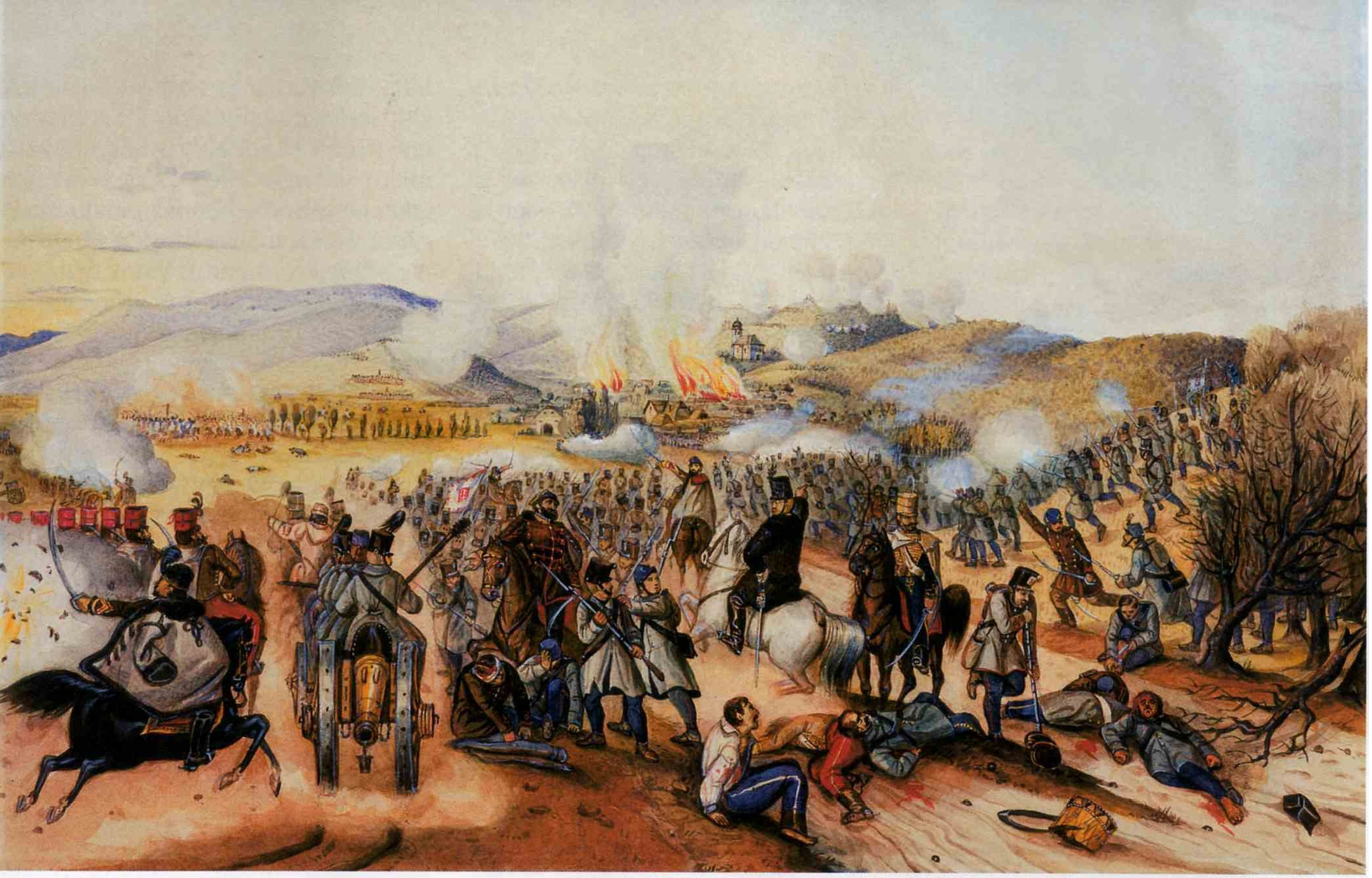
Az isaszegi csata (Than Mór festménye)

Április 6-án a magyar csapatok a számukra kijelölt helyekre értek. Isaszeg térségében kezdődtek összecsapások, melyekben Damjanich, Klapka és Aulich hadtestei vettek részt. A kezdetben támadó Klapka a fellépő túlerő miatt teljesen visszavonult, így magára hagyta a segítségére érkezett Damjanichot, aki azonban megtartotta állásait. A támadásba lendülő Damjanich jobb szárnya biztosítását Gáspár VII. hadtestétől várta, aki azonban nem értesült a fejleményekről, ezért – az eredeti haditervhez ragaszkodva – tétlenül várt. Ezt kihasználva Windisch-Grätz csapatai – Schlik hadosztályával együtt – oldalba támadták Damjanichot, aki így súlyos veszteségek árán visszavonulni kényszerült. A csata sorsa ekkor kétségessé vált.
Görgei azonban délután 3 óra körül megérkezett a csatatérre, és rendezte a sorokat: Aulichot előreküldte, Klapkát meggyőzte, hogy visszavonulás helyett támadjon. Közben téves hírt kapott arról, hogy Gáspár is támadásba lendült a jobbszárnyon. Ekkor úgy látta, a győzelem lehetséges, erről tájékoztatta az egyre reménytelenebb helyzetben lévő Damjanichot is, aki ezért 11-ig kitartott és harcolt Schlik ellen az Aulich által küldött segítséggel együtt. Hiába volt 10 zászlóalja Schlik 5 zászlóaljával szemben, a gyalogság kötelékei nagyon felbomlottak, és nem lehetett őket rohamra sorakoztatni, illetve Schlik lovassága és tüzérsége kétszeres fölényben volt. Közben a balszárnyon 7 óra fele Klapka és Aulich bevette Isaszeget és messzire űzte az ellenséget. Windisch-Grätz 9 óra körül visszavonulást rendelt el, mert attól tartott, hogy a balszárnyon elvágják Pesttől. Ekkor Klapka és Aulich Damjanich segítségére siettek, aki így késő este végül le tudta győzni Schliket. Így végül a kezdetben kétséges kimenetelű isaszegi csata magyar győzelemmel ért véget.

### A hadjárat második szakasza
A győztes isaszegi csata után a magyar hadvezetés ismét válaszút előtt állt: vagy szemből támad a fővárosba és környékére összevont császári hadakra, vagy ismét megpróbálja bekeríteni azt. Az arcból támadás azonban nem kecsegtetett túl sok sikerrel a császári csapatok ereje és a kedvezőbb terepadottságok miatt, ezen kívül Windisch-Grätz is a fővárost hitte a magyarok céljának. A bekerítés ugyanakkor hatékonyabbnak látszott, noha magában rejtette annak a veszélyét, hogy a Pest előtt hagyott csapatokat szétverik. A hadjárat második szakasza alatt a magyarok még az eddigieknél is impozánsabb eredményeket értek el: bevették a fővárost, felmentették Komáromot és az osztrák seregeket csaknem a nyugati országhatárra szorították vissza.

#### Az új haditerv
Az új haditervet Görgei április 7-én dolgozta ki. Ennek lényege szintén egy átkarolási hadművelet, de ezúttal valóban észak felől, Vácon, Léván át Komárom irányába. A fősereg vonul északra, Pest előterében a II. hadtest és a VII. hadtest Kmety-hadosztálya marad. A főerők célja Komárom felmentése és ezzel a Pest-Budára összpontosított császári hadak bekerítése. Közben a pesti seregeknek elterelő támadásokat kell indítaniuk azt a látszatot keltve, hogy Görgei valódi célja Pest bevétele. Komárom felszabadításával, a bekerítés elkerülése végett a császáriak kénytelenek lettek volna feladni a fővárost és Bécs felé menekülni. A terv ismét azt a kockázatot rejtette magában, hogy amennyiben kiderül, hogy Pest előtt csak kisebb csapatok maradtak, azokat a császáriak elsöpörhették volna és így fordított bekerítés áll elő. A terv kivitelét elősegíti, hogy a császáriak felvidéki hadaikat is Pestre összpontosították.

#### Komárom felmentése

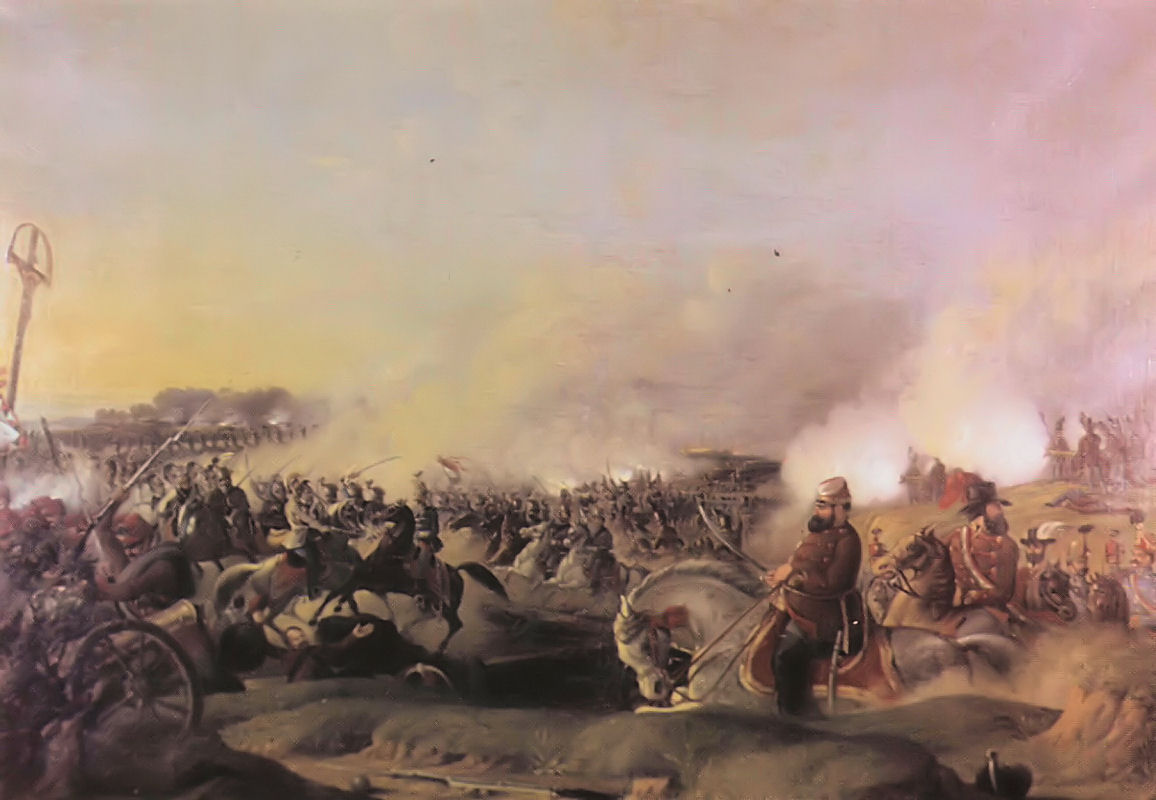
A nagysallói csata

Április 10-én újultak ki a harcok, amikor Windisch-Grätz felderítőcsapatokat küld a Pest előtti erők számának meghatározására, azonban ezek nem járnak sikerrel. Szintén 10-én érik el a magyar csapatok Vácot. Damjanich arcból támad, míg Klapka az I. hadtesttel bekerítéssel próbálkozik, azonban az előreküldött dandár a sűrű ködben eltéved, így csak egy irányból történik támadás. A harcban a várost védő erők parancsnoka, az utóvédet személyesen vezető Götz meghal. Földváry Károly és a vörössipkások ismét kitüntetik magukat, a győzelem nem kérdéses a jóval kisebb létszámú császáriak ellen. A vereség után azonban a császáriaknak nagyjából pontos képük van a magyar főerőkről. Ezután Windisch-Grätzet a fővezéri poszton Ludwig von Welden felváltja, de ő is azt hiszi, hogy a magyar seregek célpontja Buda. A fősereg eztán a tavaszi hadjárat legszebb győzelmét aratja Nagysallónál április 19-én, aminek következtében Ludwig von Wohlgemuth IV. császári hadteste kénytelen Érsekújvár felé visszavonulni, közben több mint ezer embert veszít. Görgei egy 2300 főből és 10 lövegből álló különítményt küld bátyja, Görgey Ármin vezetésével a felvidéki bányavárosok megszállására, a fősereg eközben eléri az ostromlott Komáromot.
Az első komáromi csatát, vagy komárom–szőnyi csatát Görgei és Kossuth egyértelműen a szabadságharc legfontosabb csatájának nevezte. Ez a csata döntötte el Magyarország sorsát, következményeképp hívták be a cári Oroszország hadseregét. A Görgei vezette magyar haderő 24 000 főből állt, míg az osztrák hadseregnek 30 000 katonája volt Schlik tábornok vezérlete alatt.

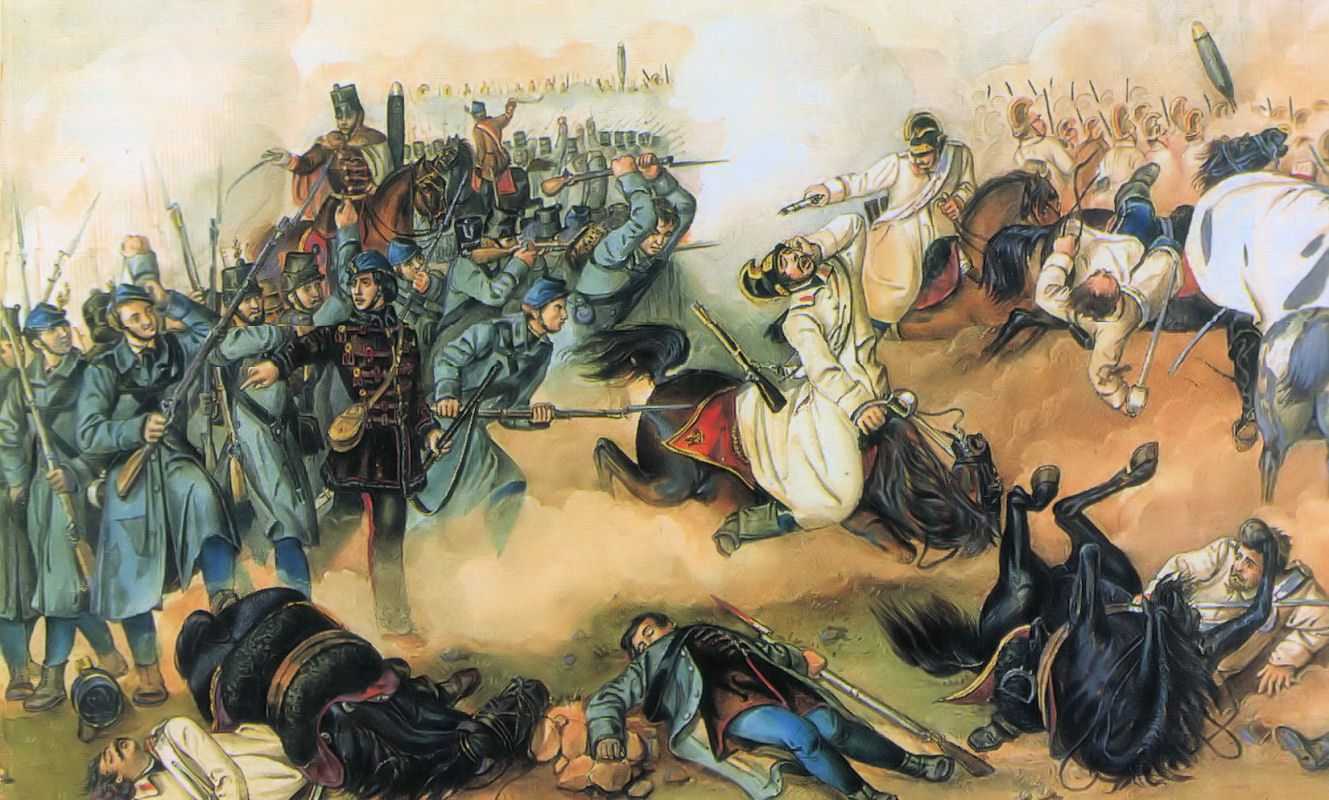
Az első komáromi csata 1849. április 26-án, Than Mór festményén

A támadás magyar részről indult meg, ekkor még csak többnyire a Simunich vezette császári erők álltak a magyarokkal szemben, a fővárosból visszavonuló császári hadtesteket Schlik tábornok irányította. Knezich Károly ezredes 4000 emberrel átkelt a Dunán. Kiss Pál ezredes ezalatt elfoglalta Újszőnyt, és (Koppány)Monostort, valamint a Duna jobb partján lévő sáncokat. Délelőtt 9 óra tájban Damjanich kitört a várból és Kiss Pállal együtt középen támadta meg Schliket. Ezalatt Görgei Ács felé vonulva az ellenség bal szárnyát támadta meg, miközben Klapka Ószőnybe vonult. Heves küzdelem után az osztrákok túlsúlyba kerültek, s a magyar hadakat visszakényszerítették a csillagerődbe. Ugyanakkor Nagysándor a fővezér parancsa ellenére, jobb oldalon hátulról megtámadta Schlik csapatait. Montenuovo tábornok haderejével megerősödve szétverte a támadókat, s rögtön Damjanich ellen indult, de sikertelenül. Déli egy órakor Görgei félbeszakíttatta a harcot, egyrészt, mivel a magyar tüzérségnek elfogyott a lőszere, másrészt, mert a császáriak visszavonultak, és hatásos üldözést a kimerült huszárlovaktól már nem lehetett várni. Az osztrákok Győr felé húzódtak vissza, több mint 2000 embert veszítve. A magyarok vesztesége 800 fő körül volt.

### Budavár bevétele

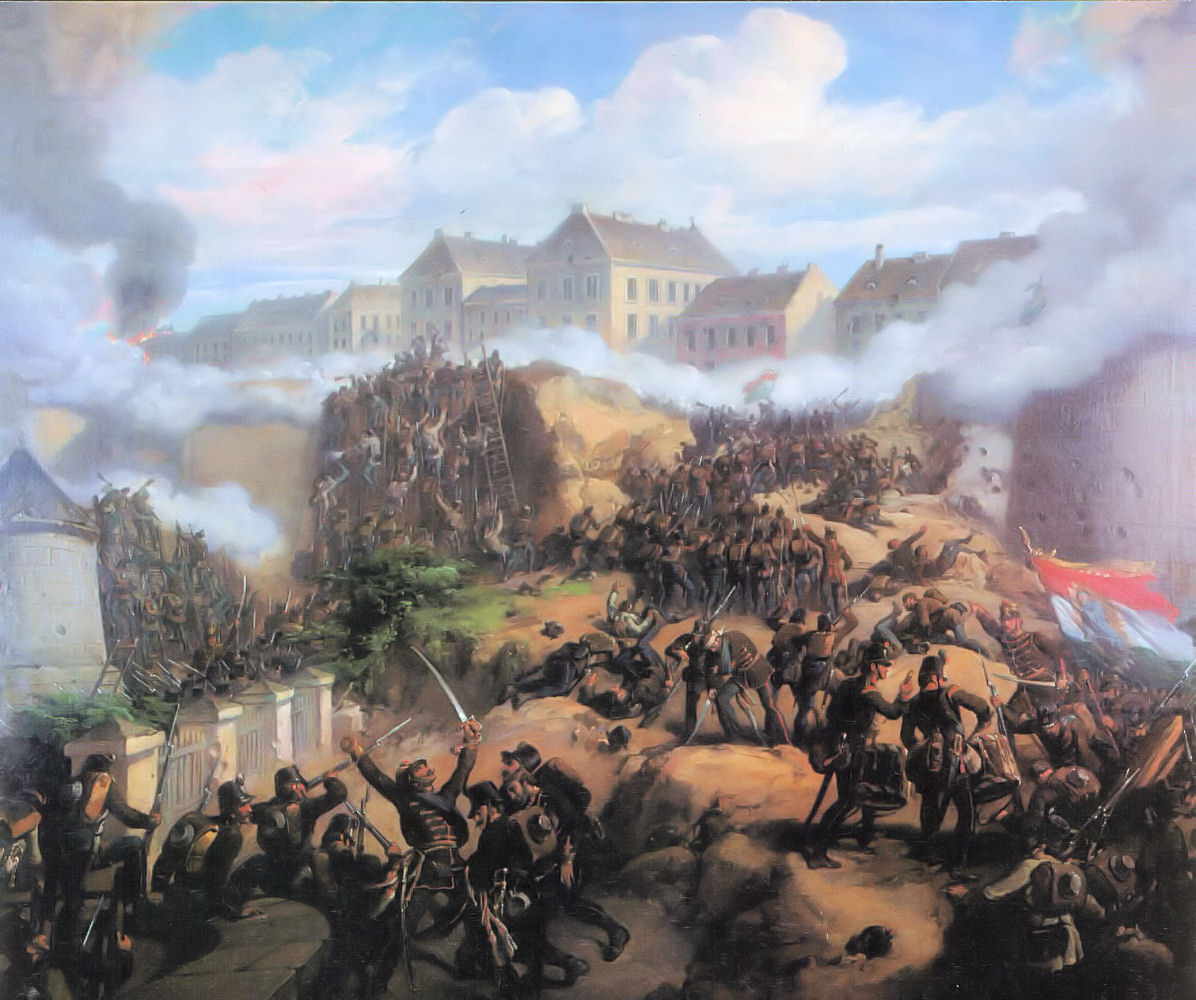
Budavár bevétele Jakobey Károly festményén

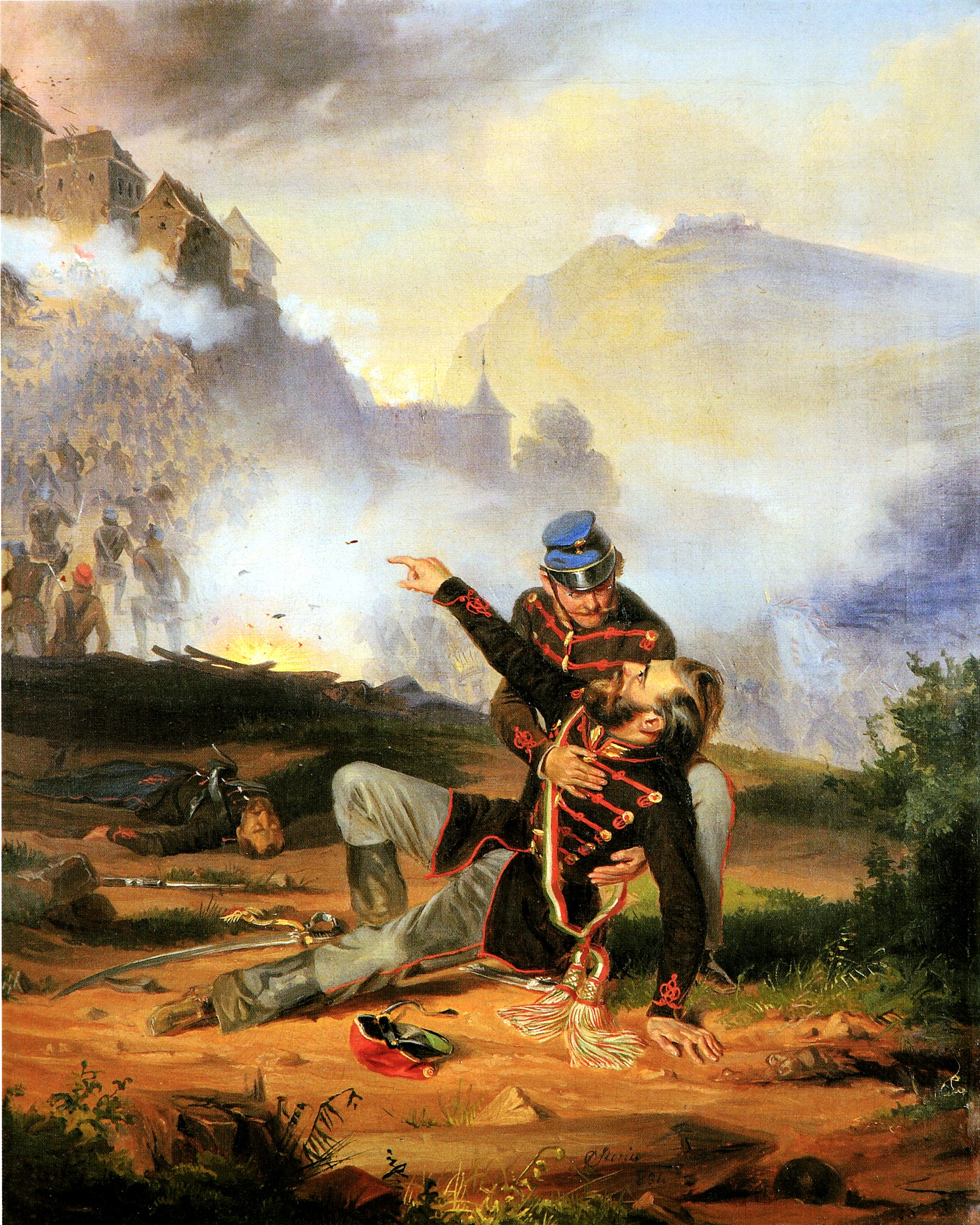
Sterio Károly: A sebesült honvéd (1851)

Buda vára már az 1686-os ostrom során sem számított modernnek, 1848-ra pedig végképp elavulttá vált. Nem voltak közvetlen megrohanást akadályozó védművei, rendes önálló vízellátása, és a környező magaslatokról be lehetett lőni a várba. Mindezen fogyatékosságok ellenére hozzáértő és elszánt védők kezében csak rendes ostrommal volt bevehető.
Komárom felmentése és a császári-királyi csapatok kiűzése után Buda ostroma tűnt a szabadságharc legkönnyebb győzelmének, mind a szabad főváros jelentette politikai vonzatokat, mind a várban található készletek megkaparintása által elérhető katonai eredményeket figyelembe véve. A vár alá felvonuló magyar csapatok a következőképp helyezkedtek el: a Kmety-hadosztály állt a Vízivárosban, ehhez csatlakozott a Kálvária-hegy és a Kis-Sváb-hegy közötti szakaszon Knezich Károly III. hadteste, a Kis-Sváb-hegy és a Kis-Gellért-hegy között Nagysándor József I. hadteste foglalt állást, a Kis-Gellért-hegy és a Duna közötti szakaszt Aulich Lajos tartotta megszállva a II. hadtesttel.
Görgei 1849. május 4-én egy hadifogoly tiszt útján felszólította a védőket a megadásra, és becsületes hadifogságot kínált cserébe. Hozzátette, hogy Pest felől nem fogja ostromolni a várat, de ha Hentzi mégis lövetné Pestet, úgy ne számítson kegyelemre. Hentzi erre azt üzente, hogy ha Görgei nem hagy fel a falak lövetésével, úgy kénytelen lesz Pestet hatalmas ágyútűzzel elárasztani (Ennek később eleget is tett, és – többek között – megsemmisítette az Al-Dunasor szép klasszicista épületegyüttesét.).
Ezt követően Görgei elkezdte az ostrom hadműveleteinek koordinálását.
Először Kmetyt küldte a vízvédmű ellen, azzal a céllal, hogy felgyújtsa. Kmety hiába vitte magával két hatfontos lövegén túl két, harcokban edződött délvidéki honvédzászlóalját, a 10.-et és a 33.-at, eredményt nem tudott elérni, és maga is megsebesült. A támadás kudarca nyilvánvalóvá tette, hogy a vár gyors bevételére nincs remény.

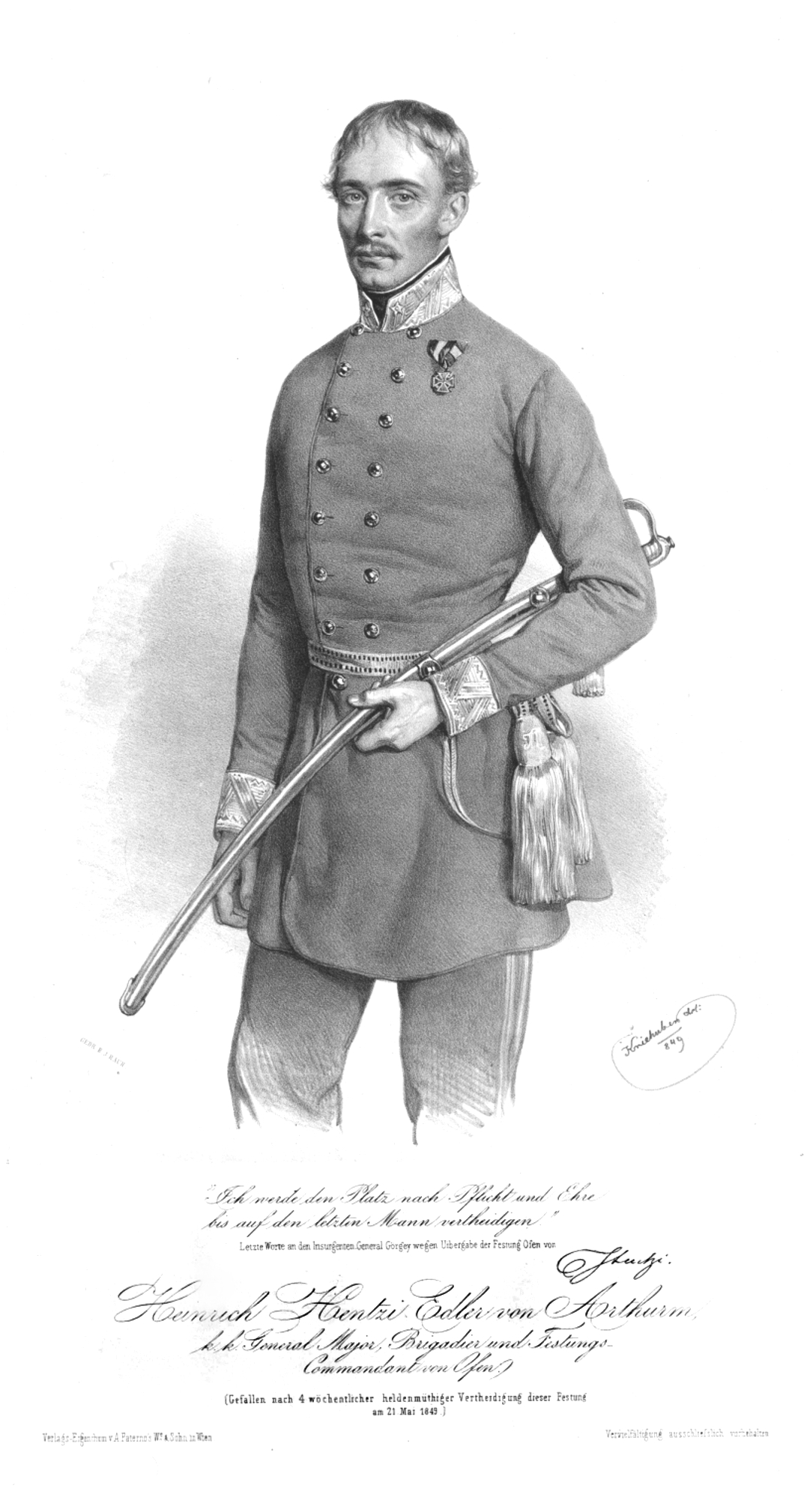
Heinrich Hentzi, a vár védőinek vezére. A döntő roham során halálos sebet kap.

Görgei levelet írt Guyon Richárdnak, hogy Komáromból küldjön ostromlövegeket Buda alá. Guyon útnak is indított négy huszonnégy fontos és egy tizennyolc fontos ágyút május 6-án, amelyek május 8-án meg is érkeztek. Közben Görgei elrendelte a Naphegyen egy réstörő és egy leszerelő ütegállás kiépítését. Az ütegállások 14-én lettek készen, és a 15-éről 16-ára virradó éjszaka vontatták be ide a lövegeket.
Míg tehát az ostromtüzérség utazása és beállítása zajlott, az ostromlók és ostromlottak között rendszeresek voltak az összecsapások. Május 5-én Kmety ismét megközelítette a vízvédművet, azonban Hentzi elkezdte bombázni a Vízivárost, mire a magyarok visszavonultak. Május 11-én Hentzi elrendelt egy kitörést a vízivárosi osztrák sebesültek és betegek kimentésére. Ez az első roham visszaverése után másodjára sikerült is.
Május 16-án az ostromlövegek megkezdték a falak lövését, és sikerült rést nyitniuk a falon. Görgei május 17-éről 18-ára virradó éjjel erőszakos felderítést rendelt el, amely kellő eredmények mellett rohamba mehet át, azonban a támadás kudarcba fulladt, a rés nem volt elég nagy, a honvédek létrái rövidek voltak és a terep is akadályozta őket a mozgásban. A kudarc után Görgei elrendelte, hogy éjjelente 4-4 század nyugtalanítsa a védőket (Kmety csapataiból kettő).
A döntő roham május 21-én hajnali három órakor indult, miután valamennyi löveg össztüzet adott a várra. A rés ellen az I. hadtest csapatai indultak támadásba, a II. hadtest délről, a III. hadtest északról támadott, Kmety pedig a vízvédművet foglalta el. A támadás nehezen indult, de később a magyarok sikeresen behatoltak a várba. A vár reggel hétkor már az ostromlók kezén volt és Hentzi is elesett a védelem során. Az összecsapásban 368 magyar lelte halálát, és kb. 700-an sebesültek meg.

## Hadműveletek Erdélyben

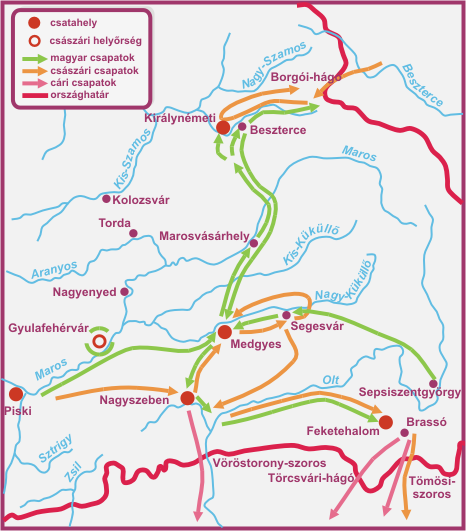
Erdélyi hadműveletek

Az erdélyi hadműveletek igazából csak március 22-ig tartottak, amikorra Bemnek sikerül kiszorítania az ellenfél utolsó seregtestét is Erdélyből, és megindult a Bánság felszabadítására. Eztán már csak az érchegységi román felkelők elleni akciókra és Déva illetve Gyulafehérvár ostromára korlátozódott a harci tevékenység. Ezek jelentőségét azonban nem szabad lebecsülni: Déva ostroma Bem bánsági támadásától vont el fontos erőket, Gyulafehérvár ostroma pedig még a nyári hadjárat során is az erdélyi hadsereg legjobb csapatait foglalkoztatta, a havasi hadjárat pedig a magyar-román megbékélési kísérleteket döntötte romba.

### A császári és orosz csapatok kiszorítása Erdélyből
Miután Bem Urban seregeinek visszaverésével volt elfoglalva, Puchner Medgyesnél a visszamaradt magyar seregekre támadt (március 2–3.), és az ütközet az ő győzelmével ért véget, a magyarok pedig Segesvár felé vonultak vissza. Bem ekkor teljesen váratlanul arra az elhatározásra jutott, hogy Medgyes irányában kitör, és egyenesen Nagyszebent támadja meg, amit Grigorij Jakovlevics Szkarjatyin ezredes 2200 fős csapata védett.
A második nagyszebeni ütközet már magyar győzelemmel ér véget. A vereség sokkolta a császári és cári csapatokat, amelyek fokozatosan kiszorultak Erdélyből. Március 25-re Erdély az Érchegység, a gyulafehérvári és dévai vár kivételével magyar kézre került.

### Déva és Gyulafehérvár ostroma
A szabadságharc során két erdélyi erősség, a kicsiny dévai, és a jobban kiépített gyulafehérvári vár vett részt a harcokban, mindkettő császári oldalon. Déva védői kilátástalan helyzetük miatt megadták magukat, de Gyulafehérvár védői mindvégig kitartottak, és sikeresen működtek együtt az Avram Iancu vezette érchegységi román népfelkelőkkel. A Gyulafehérvárt ostromló magyar seregnek komoly problémát okozott, hogy nem volt megfelelő ostromtüzérségük, mivel a magyar ostromtüzérség java része ekkor Temesvár ostrománál használták; a valóban eredményes ostromot tehát csak Temesvár eleste után lehetett volna várni.

#### Déva ostroma
Helyőrsége német volt, 160 fő és 3 löveg Kudlich főhadnagy vezetésével. Ezzel az erővel csak Déva lakosait tudták terrorizálni, komolyabb harci cselekményekre képtelenek voltak (legjobb esetben is egy századnak minősültek). Az erdélyi hadi helyzet miatt nem kerültek a frontvonalba, de Bem József Észak-Erdély felszabadítása utáni hadműveleteinek útjába került. 1849 februárjában érkezett meg a vár alá Kemény Farkas különítménye, majd a vízaknai vereség után Bem is serege maradékával, de a helyőrség nem adta meg magát, ugyanakkor elfogadta, hogy addig nem lövet a magyar csapatokra, amíg azok nem rohanják meg a várat.
Az erdélyi helyzet azonban március végén stabilizálódott, sőt, Gyulafehérvár és az Érchegység kivételével egész Erdély magyar kézre került. A vár zárolását Forró Elek ezredes vezette 2000 fővel és 6 löveggel 1849 áprilisától. A védők négy hétig tartották magukat, majd – páratlanul előnyös feltételek mellett – május 27-én átadták a várat a magyaroknak (szabad elvonulás, egyhavi zsold a magyar államtól). Ezután egyenesen Temesvárhoz mentek annak védőit gyarapítani.

#### Gyulafehérvár ostroma
Gyulafehérvár volt Erdély egyetlen hosszabb ostromnak is ellenállni képes erőssége a szabadságharc idején. Szintén az erőd közvetlen tőszomszédságában volt az egyetlen állandó átkelőhely a Maroson, illetve Marosportus, a kamarai só- és pénzraktár. Maga a vár egy hegyen állt ugyan, de a környéken két másik, magasabb hegy is volt, és azokról könnyen be lehetett lőni a várba.
A vár védőinek létszáma 2500 fő volt 71 löveggel, August várparancsnok vezetésével. Nagyszeben bevételéről március 13-án értesültek a védők, ekkor kezdték érezni, hogy a várat közvetlen veszély fenyegeti. Bem József Kemény Farkas dandárát küldte a vár bevételére, miután azonban a vár védői kézbe vették Kemény megadásra felszólító levelét, a haditanács az ellenállás mellett döntött. Kemény nyilvánvalóan nem rendelkezett az ostromhoz szükséges erőkkel, ennek ellenére megkezdte a vár zárolását: az első magyar csapatok március 27-én tűntek föl a várostól északra. A védőknek így is maradt idejük élelmiszerkészleteik kiegészítésére, és a Maros-híd felgyújtására, és annak helyreállításához szükséges környékbeli faanyag elpusztítására vagy megrongálására. Pár napra rá, április 2-án Bem is a város alá érkezett, és lövetni kezdte a várat, majd parlamentert küldött a védőkhöz, hogy adják meg magukat. A válaszadásra a várparancsnok időt kért, ezt arra használta fel, hogy a kiütött tüzet megfékezze. Aztán „természetesen” megtagadta a megadást; a magyar tábori lövegek ugyanis nem tettek, és nem is tehettek komoly kárt a falakban. Bem azonban elvonult a Bánságba, és a hátrahagyott magyar erők csak arra vállalkozhattak, hogy akadályozzák a román népfelkelés és a várőrség kapcsolatfelvételét, ez azonban nem mindig sikerül. Április 30-án az ostromló sereg vezetőjévé a képzett, ám német származása és cinikus modora miatt árulással vádolt Stein Miksát küldték ki. Stein ütegállásokat ásatott, majd június 25-én megkezdte a vár lövetését, ami azonban szintén nem sok eredménnyel járt. Nem sokkal később elfogyott a magyar tüzérség lőszere, és ezt a hátralévő pár hétben már nem is sikerült pótolni. Augusztus közepén Lüders óriási túlerőben lévő csapatai közelítettek a vár felé, miközben Stein hátában a román népfelkelés és a várőrség voltak. Stein visszavonta csapatait, és bár vereséget szenvedett, a román népfelkelőknek nem sikerült elvágniuk a visszavonulásának útját; ezzel a vereséggel végződő összecsapással zárult Gyulafehérvár ostroma.

## A hadjárat mérlege
A tavaszi hadjárat során a magyar fél mindegyik hadszíntéren létszámhátrányból képes volt megverni a császári hadakat, és az akaratát rá tudta kényszeríteni az ellenségre. A főhadszíntéren elért sikerekbe jelentősen belejátszott a magyar hadvezetés rugalmassága, és a különböző seregtestek többnyire jól összehangolt munkája. Ehhez képest a császári alakulatok létszámbeli fölényük ellenére csak annyit voltak képesek elérni, hogy a döntő vereséget -visszavonulással- mindannyiszor elkerüljék. A sikeres tavaszi hadjárat biztosította az ország erőforrásait a kormányzat és a hadsereg számára, ami megteremtette a lehetőséget az ellenállás sikeres folytatására, a politikai önállósodásra, és az időt a felkészüléshez egy újabb hadjáratra. A tavaszi hadjárat után a császári fél joggal tartotta aggasztónak a helyzetét: ha a magyar seregeknek rendelkezésre állt volna néhány hónap, semmi sem indokolta volna, hogy a Rábától Bécsig ne történjék ugyanaz, mint ami a Tiszától Győrig. Arad eleste ekkor már csak rövid idő kérdése volt, a szerb felkelést csak Jellasics odavezényelt hadserege miatt nem tiporták el. Császári szempontból Erdélyben még súlyosabb volt a helyzet: a magyarok béketárgyalásokat kezdeményeztek a románokkal, amik jól haladtak előre. A magyar sikereket azonban némileg beárnyékolta, hogy majd minden hadszíntéren jelentős erők voltak lekötve a frontvonal mögött: így Arad és Temesvár ostromával az egész V. hadtest, Gyulafehérvár ostromával Bem legjobb csapatai foglalatoskodtak. E tekintetben az egyetlen sikeres korrekció Buda bevétele volt.

## Külső hivatkozások
- Tavaszi hadjárat a Tápió-vidék honlapján
- Isaszegi csata a sulineten
- Isaszegi csata a MEK oldalán
- Isaszegi csata a Vendégvárón
- Várharcok az 1848-49-es szabadságharcban
- Hermann Róbert: Buda bevétele, 1849. május 21.
- Buda bevétele Archiválva 2005. március 13-i dátummal a Wayback Machine-ben
- A havasok és Fejérvár (Gyulafehérvár) ostroma